# Ingibjörg Stefánsdóttir
Ingibjörg Stefánsdóttir, de son nom de scène Inga (née le 31 août 1972 à Reykjavík) est une chanteuse et actrice islandaise. Elle est la représentante de l'Islande au Concours Eurovision de la chanson 1993 avec la chanson Þá veistu svarið.

## Biographie
Ingibjörg commence à chanter à douze ans. Elle entame une carrière de chanteuse d'opéra en 1992, apparaissant parallèlement dans le duo Pís of keik.
Le 20 février 1993, Ingibjörg Stefánsdóttir participe au Söngvakeppni Sjónvarpsins, avec sa chanson Þa veistu svarið (en français Alors vous connaîtrez la réponse), en remportant l'émission elle devient la représentante de l'Islande au Concours Eurovision de la chanson 1993. Þa veistu svarið obtient 42 points et se classe treizième des vingt-cinq participants.
Aujourd'hui, elle travaille comme professeur de yoga et directrice du centre de yoga Yoga Shala à Reykjavík.

## Filmographie
- 1992 : Veggfóður
- 1995 : Nei er ekkert svar
- 1995 : The Viking Sagas
- 2002 : Maður eins og ég
- 2021 : Trapped (série télévisée, 8 épisodes)

## Source de la traduction
- (eo) Cet article est partiellement ou en totalité issu de l’article de Wikipédia en espéranto intitulé « Ingibjörg Stefánsdóttir » (voir la liste des auteurs).